# Rolde Choben
Rolde Choben (en castellano, Círculo Joven), denominado actualmente Jóvenes Aragoneses-Rolde, o simplemente Rolde, es una organización política juvenil aragonesa nacida en 1978  y vinculada al Partido Aragonés. Su ámbito de actuación es la comunidad autónoma de Aragón, existiendo una estructura consolidada a lo largo de las tres provincias aragonesas.  
Su misión principal es promover la participación de jóvenes aragoneses en la vida social, defendiendo los valores del aragonesismo de centro, el europeísmo y la igualdad, y fomentando la implicación de estos en la vida política de Aragón y del Partido Aragonés. 
En la actualidad [¿cuándo?]  cuenta con aproximadamente 200 militantes que se extienden por las tres provincias aragonesas. De acuerdo con los Estatutos del PAR son miembros de Rolde todos los afiliados menores de 35 años incluyéndose entre sus filas varios concejales, alcaldes e incluso diputados autonómicos.

## Historia
El Rolde inicia sus andaduras en 1978, bajo el nombre de Rolde Juvenil del PAR, para englobar a jóvenes que pretendían luchar por la defensa de los intereses de los aragoneses, la promoción de la historia, así como de sus tradiciones, derivando a un interés más social y político con la idea de construir un Aragón más democrático, intercultural, solidario y tolerante. En esta primera etapa fue elegido presidente el también fundador y futuro concejal de Zaragoza Manu Blasco.
En el año 2003, Rolde Choben recibió el premio Valero por su compromiso en la organización y coordinación de cinco viajes a Mugía con voluntarios aragoneses para combatir los efectos del Prestige.
A lo largo de los años pasaron por la presidencia de Rolde nombres que más adelante se convertirían en figuras relevantes de la política aragonesa como Blanca Blasco, Juan Carlos Gómez Prieto, Ana Sanz, María Herrero o Nacho Viñau. 
En junio de 2008, en el noveno congreso del Rolde Choben, fue elegida como presidenta la nadadora paraolimpica y exdiputada Teresa Perales.
En octubre de 2012, se celebró el X Congreso Ordinario. En él se eligió una nueva ejecutiva, pasando a ser su presidente Alfonso Bonillo Aso, secretaria general Lucía Guillén y vicepresidente Juan Salinas Salvador. Como responsables: por Zaragoza ciudad Carlos Getán Nuñez, por Zaragoza provincia Clara Gormendino Antón y por Huesca provincia Luis Canelo Peñalver.
Durante 2015 el Rolde se postuló como defensor de una renovación democrática en el seno del Partido Aragonés llegando a organizar encierros en la propia sede de Zaragoza para pedir un proceso de primarias para los municipios mayores de 5000 habitantes y un congreso para renovar el partido desde las bases. En enero de 2015 presentaron la dimisión el Presidente, el Vicepresidente, el Coordinador de Zaragoza y cinco vocales más de la Comité Ejecutivo Nacional debido a un fuerte desacuerdo con decisiones de la dirección del PAR, fruto a su vez de la derrota de Bonillo en las primarias del Partido Aragonés al postularse como candidato a la alcaldía de Zaragoza.
En abril de 2016 fue elegido presidente por unanimidad, el concejal del Ayuntamiento de Azuara Rubén López de Miguel. En una entrevista realizada al nuevo presidente este afirmaba confiar en que "al aragonesismo le quedan muchos años de vida". Entre los objetivos tras el Congreso figuraban recuperar la estructura de trabajo y organización de Rolde, algo que se puso en marcha con la celebración de la Trobada Nacional de 2016 en Monzón, evento que había desaparecido en los últimos años.
Dos años después, en octubre de 2018, el hasta entonces presidente presentó su dimisión tras un incidente con el presidente del partido Arturo Aliaga. El 19 de noviembre de 2022, más de cuatro años después de la dimisión de López de Miguel, se celebró el XII Congreso Extraordinario de la organización en la localidad turolense de Torrijo del Campo para elegir al sustituto del azuarino. En el cónclave fueron elegidas por unanimidad María Lina Hernando, alcaldesa de Mainar, como nueva Presidenta, Amanda Monferrer como Vicepresidenta y Jaime Estaún como Secretario General.

## Objetivos de Rolde
Entre muchos otros, el Rolde cuenta con los siguientes objetivos:
- Alentar y desarrollar la identidad aragonesa reafirmando la posición de Aragón como puerta de Europa.
- Lograr una autonomía política que permita disponer de las más altas cuotas de autonomismo en Aragón.
- Servir de escuela a todos aquellos jóvenes con inquietudes políticas o sociales que vean en Aragón el territorio natural para desarrollarlas sin perjuicio de aquellas actuaciones que deban desarrollarse en otro punto del Estado.
- Fomentar el asociacionismo juvenil y social, así como la participación activa de los jóvenes en la vida social aragonesa.
- Influir y mejorar toda actividad que afecte a los jóvenes como el empleo, la vivienda o el medio ambiente.
- Promocionar el respeto por la Libertad y fomentar los principios de Solidaridad, Cooperación, Justicia, Igualdad y Paz así como de los valores de Pacto y Lealtad que definen al Pueblo Aragonés.
- Organizar, proponer y realizar todos aquellos actos, actividades, estudios y proyectos que la realidad social demande.
- Fomento y defensa de la historia, la Lengua Aragonesa y del Derecho Foral como señas de identidad de la sociedad aragonesa.
- Estudio y desarrollo de políticas sociales que afectan al sector joven aragonés, con especial referencia a la sanidad, la educación, el empleo, la vivienda y el medio ambiente, entre otros.
- Fomentar la defensa de los Derechos Humanos, los derechos de los niños, los trabajadores, las mujeres y los derechos LGBTIQ +.

## Organización interna
El Rolde se estructura y organiza en: 
- La Asamblea Nacional o Congreso/ Asambleya Nazional o Congrés: órgano supremo de la organización.

- El Comité Ejecutivo Nacional/ Consello Executiu: órgano consultivo político general y de coordinación territorial.

- Encuentro Nacional/ Trobada Nazional: órgano consultivo político general y de coordinación territorial.[12]

- Comités Comarcales/ Consellos Comarcales: órganos de gobierno comarcal y coordinación local.

- Comités Locales/ Consellos Locales (órganos de gobierno local).

- Asambleas.

## Actividades
Rolde Choben ha realizado numerosas campañas, reivindicaciones y acciones a lo largo de su trayectoria, sobre todo relacionadas con los derechos políticos de Aragón (a favor de la Autonomía Plena, el 23 de abril de 1992, 1993 y 1994, en Zaragoza, y el 15 de noviembre de 1992, en Madrid). En 1993 tras la Moción de Censura promovida por el PSOE, y que contó con el apoyo del transfuga del PP Emilio Gomariz, contra el Gobierno Nacionalista de Emilio Eiroa (1991-1993), colocó 40 pesetas en cada uno de los escaños causando el estupor y sonrojo de muchos de los diputados que participaron en la moción de censura.  
Su voz también ha sido firme contra el Trasvase del Ebro llegando a acudir a numerosas manifestaciones como la de Madrid o Bruselas. Además, se ha involucrado en la defensa del medio ambiente llegando en 2002 a destacar en todo Aragón por coordinar numerosos viajes de voluntarios a las playas de Mugía para combatir los efectos del chapapote vertido tras el Desastre del Prestige. Esta iniciativa fue promovida por Luis Badenas.
La implicación del Rolde con la República Árabe del Saharaui Democrática ha llevado a la formación a realizar diversas campañas solidarias. Una de ellas, "Sardinas para el Sáhara", con la que se recogió latas de sardinas para hacerlas llegar hasta esa rincón del continente africano. Destacó también por las duras críticas al gobierno de Marruecos por la represión de este sobre el pueblo saharaui de la RASD.
Además se han realizado campañas demandando la mejora de las infraestructuras en Aragón, como las expediciones para exigir la reapertura del Canfranc. Se ha reclamado la gestión del Archivo de la Corona de Aragón o la devolución de los bienes de la Franja, se ha promovido la integración de los nuevos aragoneses y se ha promocionado el patrimonio cultural aragonés.  
Aunque sin lugar a dudas, la formación de los jóvenes aragoneses y la mejora de sus condiciones laborales, son, junto con las reivindicaciones culturales aragonesas, las señas de identidad del Rolde Choben.   
El Rolde estaba presente en el Consejo Nacional de la Juventud de Aragón así como en otros consejos de juventud locales, como en el de la ciudad de Zaragoza. En la actualidad participa de forma activa en la Plataforma de Creación del Consejo Aragonés de la Juventud.  
Hasta el año 2007 contó, como organización afín, con la Coordinadora de Estudiantes de Aragón, con una Asociación de Estudiantes de Enseñanzas Medias y Superiores y en la Universidad de Zaragoza se incorporó al Bloque de Estudiantes Aragoneses con la que se obtuvo representación en el Consejo Escolar de Aragón y en el Claustro de la Unizar desde donde se opuso firmemente a la legislación perjudicial para la universidad.
Además, el Rolde organiza anualmente la campaña «Ni un niño sin Navidad» en la que recoge juguetes y alimentos no perecederos para las familias necesitadas.